# Aline Villares Reis
Aline Villares Reis (Aguaí, 15 aprile 1989) è una calciatrice brasiliana, portiere del Granadilla Tenerife e della nazionale brasiliana.

## Carriera

### Gli inizi e il calcio universitario
Aline ha iniziato la sua carriera come calciatrice al Careca Sport Center, facendo ben presto un provino per il Guarani, dove ha iniziato a giocare a calcio a 5, mettendosi in luce e passando alla squadra giovanile. Ha indossato la maglia della squadra dai 12 ai 18 anni e, senza prospettive per il futuro, ha cominciato a perdersi d'animo, fino a quando viene notata da un osservatore statunitense durante che le ha proposto la possibilità di una carriera all'estero.
Nel 2008 decide di trasferirsi negli Stati Uniti d'America per approfondire gli studi presso l'University of Central Florida di Orlando, nello stato federato della Florida, affiancando il percorso scolastico con l'attività sportiva, giocando nella squadra di calcio femminile universitario dell'ateneo, le UCF Knights, iscritta alla National Soccer Coaches Association of America (NSCAA). Qui rimane per quattro anni, scendendo in campo da titolare, tranne due, in tutti gli incontri di campionato delle quattro stagioni e conseguendo in ognuna di loro riconoscimenti dalla NSCAA All-Central Region e All-Conference-USA. Nel suo primo anno (2008), ha ricevuto la NSCAA All-America, diventando una delle sole tre matricole del paese ad essere nominata per la prima o la seconda squadra e il primo giocatore UCF in 13 anni a guadagnare il plauso di All-America, seguendo le orme della Player of the Century, Michelle Akers. Al termine della sua militanza nelle UCF Knights, Reis si trovò al secondo posto nella storia dell'ateneo per salvataggi (347), quarta per shutouts (28) e sesta per media gol fatti/gol subiti (1,04) ed è stata nominata giocatrice n. 1 dell'UCF nell'era C-USA.
Amanda Cromwell, che fu Head Coach dell'UCF durante la carriera universitaria di Aline, dichiarò che "è la giocatrice dei sogni di ogni allenatore e la compagna di squadra dei sogni di ogni giocatore".

### Club
Terminati gli impegni universitari, Aline continua la carriera agonistica trasferendosi in Finlandia, al Seinäjoen Mimmiliiga (SeMi), nel 2012, squadra iscritta alla Naisten Ykkönen, secondo livello del campionato finlandese femminile di calcio, lavorando nel contempo come direttore delle operazioni di calcio per la sua alma mater, UCF, mentre perseguiva un master in sport e scienze motorie. Alla fine del 2013, Aline è entrata a far parte dello staff tecnico di calcio femminile dell'UCLA Bruins come allenatore dei portieri.
Ha lasciato l'UCLA all'inizio del 2016, tornando in Brasile per sottoscrivere un accordo con la Ferroviária.
L'anno successivo ritorna in Europa, per giocare nel campionato ungherese vestendo la maglia del Győri ETO.
Nel maggio 2018 firma un nuovo contratto, trasferendosi in Spagna, al Granadilla Tenerife, per disputare dalla stagione entrante il campionato iberico di categoria. Al suo primo anno con la squadra, iscritta alla Primera División, livello di vertice nella struttura calcistica femminile spagnola, condivide con le compagne un campionato di vertice, chiuso al 4º posto, scendendo in campo da titolare per 28 volte su 30 incontri. Rimane legata alla squadra delle Isole Canarie anche per le due stagioni successive, con il campionato 2019-2020 chiuso con una flessione nelle prestazioni, 9º posto, e con il successivo dove si riconferma tra le squadre di alta classifica.

### Nazionale
Reis viene convocata dalla federazione calcistica del Brasile (Confederação Brasileira de Futebol - CBF) nel 2016, chiamata dal Commissario tecnico Vadão in occasione due amichevoli preparatorie prima dell'inizio dell'Olimpiade di Rio 2016 per poi decidere di inserirla nella rosa delle 18 atlete convocate come portiere di riserva della squadra. Durante il torneo viene impiegata, da titolare, nella sola terza partita del girone E, incontro terminato a reti involate con le avversarie del Sudafrica, e condivide il percorso della sua nazionale che, dopo aver concluso al primo posto il proprio gruppo nella fase a gironi supera l'Australia ai rigori nei quarti di finale, dopo che i tempi regolamentari si erano chiusi con una rete per parte, affrontano in semifinale la Svezia, con la quale concluso l'incontro a reti inviolate deve nuovamente affidare il passaggio del turno ai rigori, questa volta cedendo alle scandinave, e vede sfumare il bronzo olimpico perdendo per 2-1 la finale per il terzo posto con il Canada.

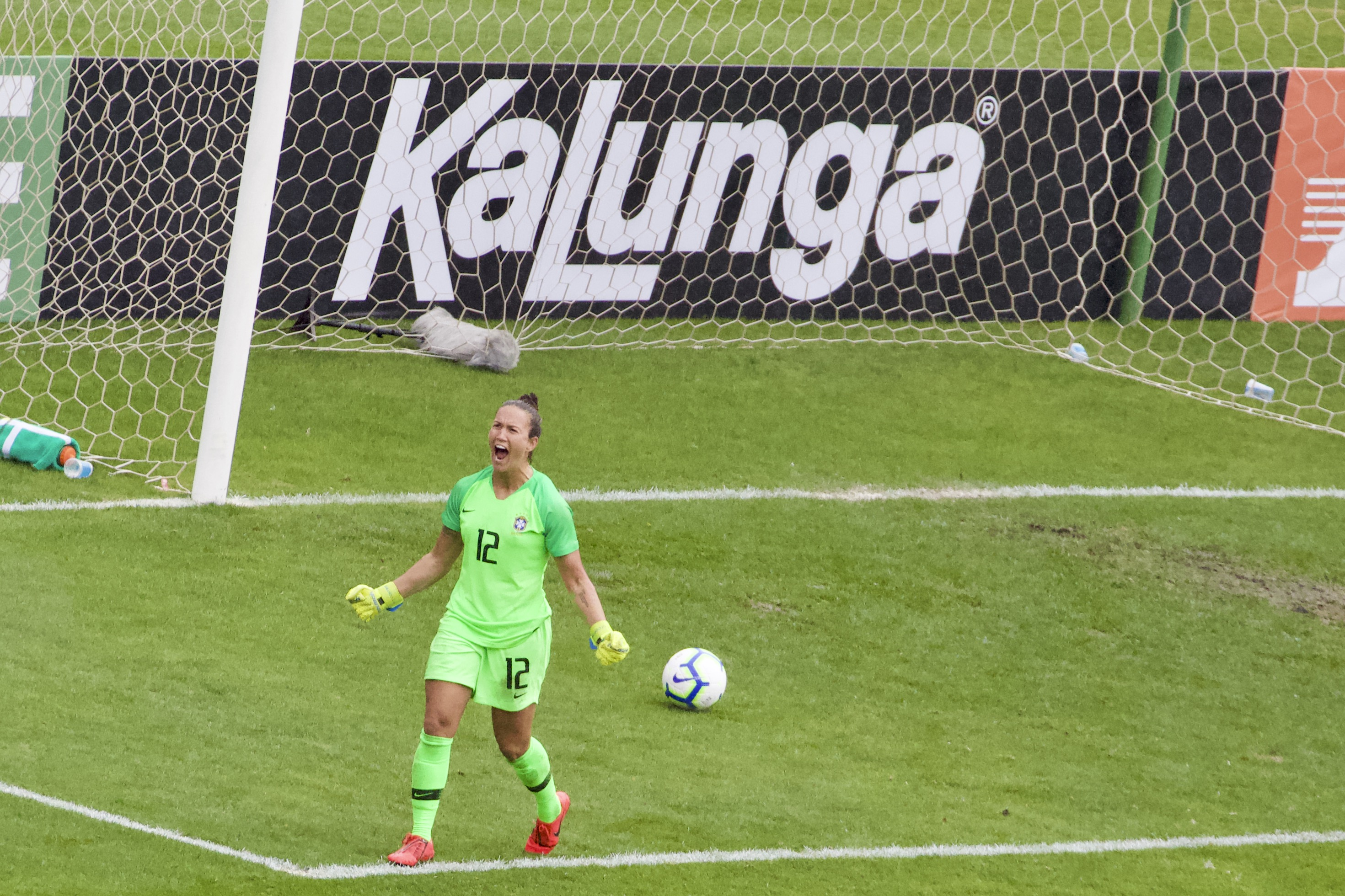
Aline al Torneio Internacional Cidade de São Paulo 2019.

Da allora le sue convocazioni sono costanti, meno le sue presenze in campo per la preferenza alla pari ruolo Bárbara, alternando a singoli incontri amichevoli a tornei ad invito, come nell'edizione 2018 del Tournament of Nations, torneo organizzato dalla federazione calcistica degli Stati Uniti d'America (USSF), e dove scende in campo da titolare nella vittoria per 2-1 sul Giappone. Partecipa inoltre, vincendolo, al campionato sudamericano di Cile 2018, valido anche per la qualificazione al Mondiale di Francia 2019, per lei unica presenza il 14 aprile 2018 scesa titolare nella vittoria per 7-0 sulla Bolivia, e al Torneo internazionale di San Paolo 2019, dove gioca la finale dove la sua nazionale deve cedere, ai rigori, il titolo al Cile.
Vadão le concede maggior fiducia in occasione dell'edizione 2019 della SheBelieves Cup, dove scende in campo da titolare in tutte le tre partite in programma, dove però il Brasile conclude al quart posto con il peggior attacco e la peggior difesa del torneo. Di seguito il CT brasiliano la inserisce nella lista delle 23 calciatrici convocate al Mondiale di Francia 2019, dove però non gioca nessuno dei quattro incontri della sua nazionale che, dopo aver superato la fase a gironi, viene eliminata agli ottavi di finale dalla Francia solo ai tempi supplementari.
Nel 2020 viene convocata dal nuovo CT Pia Sundhage in occasione del Torneo di Francia femminile (Tournoi de France), dove viene impiegata in due dei tre incontri disputati dal Brasile, torneo dove si classifica al quarto e ultimo posto.

## Palmarès

### Nazionale
- Campionato sudamericano femminile di calcio: 1

2018